# Ramona Constantinescu
Ramona Elena Constantinescu (n. 16 martie 1986, Râmnicu Vâlcea) este o jucătoare de handbal din România. Joacă atât pe postul de extremă dreapta cât și pe cel de extremă stânga.
Ramona Constantinescu a mai jucat la SCM Craiova și HC Dunărea Brăila. A jucat, de asemenea, și în Norvegia.